# Bradina adhaesalis
Bradina adhaesalis là một loài bướm đêm trong họ Crambidae.